# Filafil

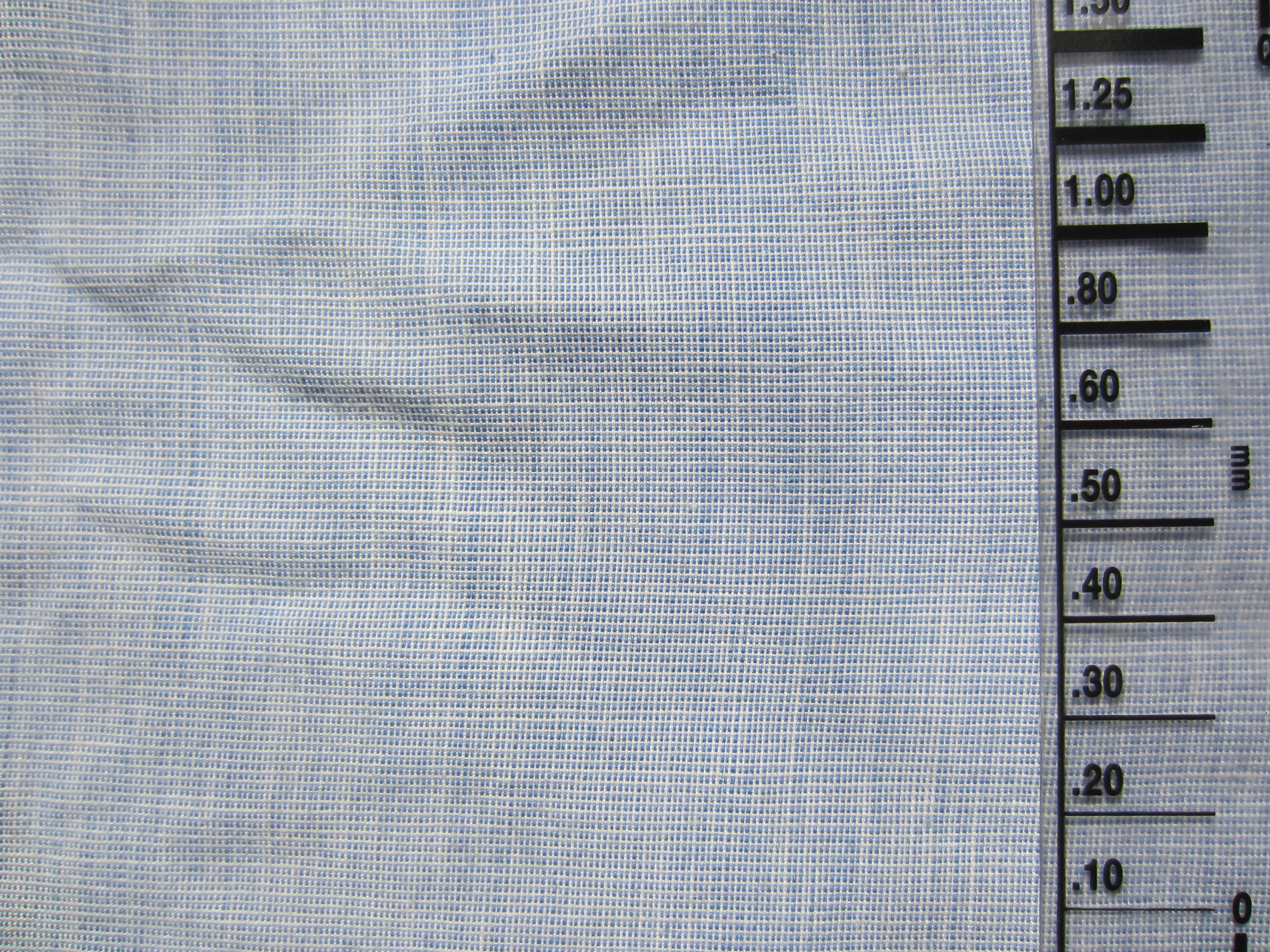
Bavlněný filafil

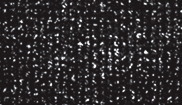
Vlněná tkanina „pepř a sůl“ z 20. let 20. století

Filafil (z francouzského fil-a-fil = nit k niti) je vzorování tkanin se šikmým schodovitým řádkováním tvořené vazbou a střídáním kontrastních dvoubarevných osnovních a útkových nití v poměru 1:1.
Nejznámější druh filafilu je z tmavých a světlých nití zvaný pepř a sůl. 
Tkaniny jsou většinou z česané příze v různých směsích z vlny, bavlny a syntetických vláken. Zboží se tká ve čtyřvazném (dvojitém) kepru nebo také v panamové vazbě. Může na něm být viditelný řádek z proměnlivých barev v protisměru k hraně vazby a vzorováním z jemných černých a bílých nití dostává tkanina antracitový barevný odstín. 
Použití: pánské obleky, saka, kalhoty,  kostýmy a (směsi s bavlnou) na halenky a košile. 

## Pleteniny a příze „pepř a sůl“

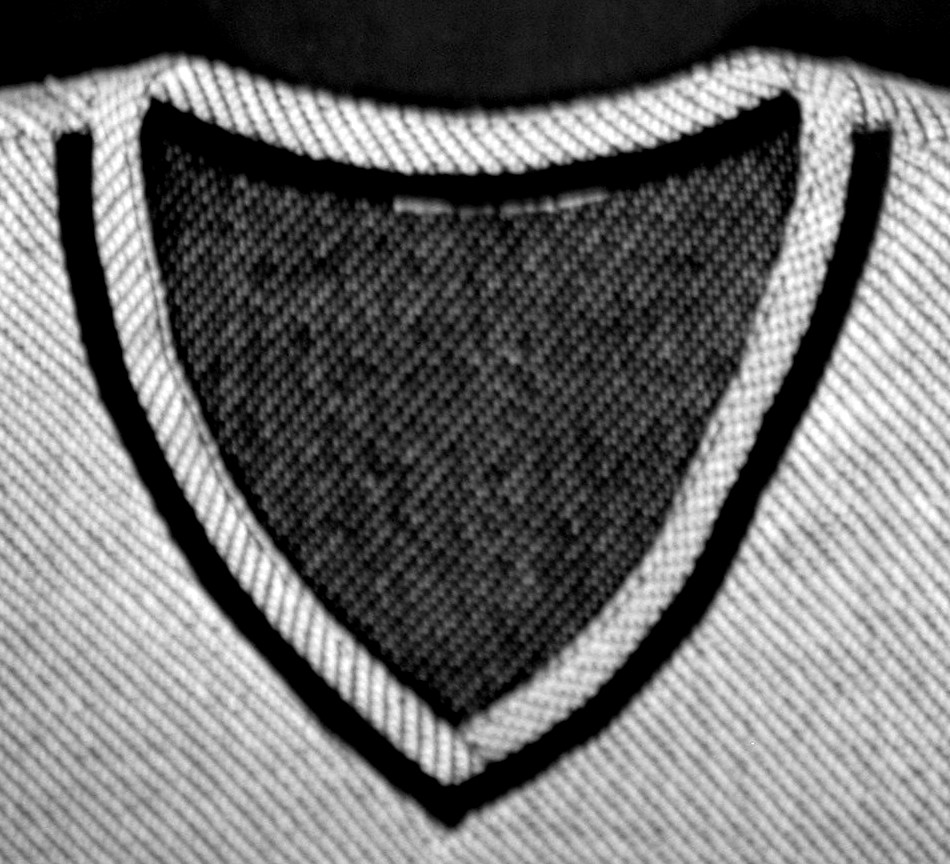
Vzorování „pepř a sůl“ na svetru

V textilním obchodě se tak vedle tkanin označují také:
- Strojově vyrobené pleteniny s jemně skvrnitým povrchem podobným tvídovým tkaninám (viz příklad na snímku vpravo), s použitím většinou na dámské svrchní ošacení. [6]
- Efektní příze z kombinace světlých a tmavých nití různých barev, používané např. na ruční pletení ponožek. [7] Tyto výrobky se ovšem nedají pokládat za filafil.